# よしだもろへ
よしだ もろへは、日本の漫画家。女性。京都府出身。大阪コミュニケーションアート専門学校卒業。
2004年の1月にデビュー、初めて担当編集がついた出版社はスクウェア・エニックスである。代表作は『いなり、こんこん、恋いろは。』。

## 作品リスト

### 漫画作品

#### 連載
- えがおのまほう（『comic B's-LOG』） - 吉田もろへ名義。
- 魔法のお時間（『comic B's-LOG』） - 吉田もろへ名義。
- 魔法にかかったぼくのまち-魔法のお時間-（『comic B's-LOG』）
- スターオーシャン2 セカンドエヴォリューション（『電撃「マ）王』）
- いなり、こんこん、恋いろは。（『ヤングエース』2010年8月号 - 2015年5月号）[5]
- 色は匂へど（『ITAN』2014年18号[6] - 2016年30号[7]）
- ロボットのモモちゃん（『グランドジャンプPREMIUM』Vol.22[8] - 2015年Vol.11）
- 天誅×神曲（『ガンガンONLINE』→『月刊少年ガンガン』2016年11月号[9] - 2017年9月号）
- ダメなカノジョは甘えたい（『月刊少年マガジン』2018年2月号[10] - 2019年4月号）
- あさこ（『ヤンチャンLive!』・『どこでもヤングチャンピオン』）
- 僕はお姉ちゃんのおもちゃ（作画：柚木涼太、『ヤングチャンピオン』2023年19号[11] - 2024年24号、『ヤンチャンWeb』2025年2月26日[12] - 連載中） - 原作担当。
- 白蛇のはなむこ（『ヤンチャンWeb』2024年1月25日[13] - 連載中）

#### 読み切り
- 『涼宮ハルヒの憂鬱』のアンソロジー寄稿作品（原作：谷川流、『涼宮ハルヒの祝祭 ハルヒコミックアンソロジー』2009年[14]）
- アンソロジー寄稿作品（『ブラコンアンソロジー Liqueur —リキュール— 』Vol.2、2012年[15]）
- 清水いろはは恋を知らない（『ウルトラジャンプ』2013年3月号）
- 数学男子×恋愛女子（『ガンガンONLINE』2014年10月2日）

### 書籍
- 『えがおのまほう』、エンターブレイン〈B's-LOG COMICS〉、2006年11月1日発売[16]、ISBN 4-7577-3010-1
- 『魔法のお時間』、エンターブレイン〈B's-LOG COMICS〉、2007年6月1日発売[17]、ISBN 978-4-7577-3588-0
- 『魔法にかかったぼくのまち-魔法のお時間-』、エンターブレイン〈B's-LOG COMICS〉、2007年11月1日発売[18]、ISBN 978-4-7577-3864-5
- 『スターオーシャン2 セカンドエヴォリューション』、アスキー・メディアワークス〈電撃コミックス〉2008年 - 2009年、全3巻
  1. 2008年10月27日発売[19]、ISBN 978-4-04-867383-9
  2. 2009年4月27日発売[20]、ISBN 978-4-04-867831-5
  3. 2009年11月27日発売[21]、ISBN 978-4-04-868246-6
- 『いなり、こんこん、恋いろは。』、KADOKAWA（旧・角川書店）〈角川コミックス・エース〉2011年 - 2015年、全10巻
- 『色は匂へど』、講談社〈KCx〉2015年 - 2016年、全2巻
  - （上巻）2015年11月6日発売[22]、ISBN 978-4-06-380816-2
  - （下巻）2016年2月5日発売[23]、ISBN 978-4-06-380833-9
- 『ロボットのモモちゃん』、集英社〈ヤングジャンプ コミックス〉、2015年11月19日発売[24]、ISBN 978-4-08-890264-7
- 『天誅×神曲』、スクウェア・エニックス〈ガンガンコミックス〉2016年、全2巻
  1. 2016年10月22日発売[25]、ISBN 978-4-7575-5146-6
  2. 2016年11月22日発売[26]、ISBN 978-4-7575-5152-7
- 『ダメな彼女は甘えたい』、講談社〈KCデラックス〉2018年 - 2019年、全2巻
  1. 2018年7月17日発売[27][28]、ISBN 978-4-06-512211-2
  2. 2019年4月17日発売[29]、ISBN 978-4-06-513922-6
- 『あさこ』、秋田書店〈ヤングチャンピオンコミックス〉2020年 - 2023年、全7巻
  1. 2020年5月20日発売[30][31]、ISBN 978-4-253-30041-4
  2. 2020年11月20日発売[32]、ISBN 978-4-253-30042-1
  3. 2021年3月18日発売[33]、ISBN 978-4-253-30043-8
  4. 2021年10月20日発売[34]、ISBN 978-4-253-30044-5
  5. 2022年5月19日発売[35]、ISBN 978-4-253-30045-2
  6. 2023年2月20日発売[36]、ISBN 978-4-253-30046-9
  7. 2023年8月18日発売[37]、ISBN 978-4-253-30047-6
- 『僕はお姉ちゃんのおもちゃ』、作画：柚木涼太、秋田書店〈ヤングチャンピオンコミックス〉2024年 - 、既刊3巻（2025年8月20日現在）
- 『白蛇のはなむこ』、秋田書店〈少年チャンピオンコミックス〉2024年 - 、既刊3巻（2025年8月20日現在）
  1. 2024年5月8日発売[38][39]、ISBN 978-4-253-29611-3
  2. 2024年11月8日発売[40]、ISBN 978-4-253-29612-0
  3. 2025年8月20日発売[41]、ISBN 978-4-253-29613-7

### その他
- 僕は友達が少ない 公式アンソロジーコミック3（アンソロジーコミック、2013年）口絵[42]
- だって大好きなんだもん。（2013年）イラスト[43]
- 刀剣乱舞-ONLINE-アンソロジーコミック〜刀剣男士幕間劇〜（アンソロジーコミック、2015年）イラスト [44]
- KING OF PRISM by PrettyRhythm コミックアンソロジー （アンソロジーコミック、2016年）イラスト[45]
- 刀剣乱舞-ONLINE-アンソロジーコミック〜刀剣男士奮迅〜（アンソロジーコミック、2018年）イラスト[46]
- 「わたし、気になります！」〈古典部〉シリーズ（『野性時代』56号）
- 週刊マンガ日本史 第62号 本居宣長[47]

## その他の活動
- 東日本大震災チャリティ同人誌「pray for Japan」に寄稿[48]。
- Moe Birthday 2014 寄稿[49]
- アニメ「ストレンジ・プラス」 第4話エンドカードイラスト
- 金子有希原案ドラマCD「光る猫爪」イラスト提供[50]